# Baiba Skride
Baiba Skride (ur. 19 lutego 1981 w Rydze) – łotewska skrzypaczka, laureatka Międzynarodowego Konkursu Muzycznego im. Królowej Elżbiety Belgijskiej. Uważana jest za jedną z najważniejszych łotewskich skrzypaczek. 

## Życiorys
Pochodzi z bardzo muzycznej łotewskiej rodziny. Jej zainteresowanie muzyką pochodzi od babci, która nauczyła ją i jej dwie siostry śpiewania. Jej ojciec był znanym dyrygentem chóralnym, a jej matka grała na pianinie. Jej o rok młodsza siostra, Lauma Skride, to także pianistka, zaś najmłodsza siostra Linda gra na altówce. Już jako trzylatka zaczęła uczęszczać do szkoły muzycznej. W wieku czterech lat grała już na skrzypcach, a tuż przed piątymi urodzinami dała swój pierwszy koncert.
Później uczęszczała do specjalnej szkoły talentów muzycznych w Rydze. Od 1995 roku studiowała w Konserwatorium Muzyki i Teatru w Rostocku u Petru Munteanu. Przez długi czas podróżowała między szkołą specjalną w Rydze a szkołą wyższą w Rostocku. Odbyła kursy mistrzowskie u Ruggiero Ricciego i Lewisa Kaplana.
W 2004 roku zadebiutowała na festiwalu w Salzburgu. Występowała z dużymi orkiestrami w Europie, Japonii, Australii i USA. Grała w zespołach m.in. z Gidonem Kremerem, Isabellą van Koilen, Solą Gabettą, Davidem Geringasem czy Emmanuelem Pają.
Baiba Skride wcześniej grała na skrzypcach firmy Stradivarius „Wilhelmj” (1725), które zostały jej wypożyczone z Nippon Music Foundation, a następnie na skrzypcach „Ex Baron Feilitzsch” Stradivarius (1734), które zostały jej wypożyczone od Gidona Kremera. Obecnie gra na „Yfrah Neaman” firmy Stradivarius pożyczonych jej przez rodzinę Neamanów za pośrednictwem Międzynarodowego Towarzystwa Skrzypcowego Beares.
Obecnie występuje przede wszystkim w Filharmonii Berlińskiej, Filharmonii Bawarskiej oraz Filharmonii Bałtyckiej. W swojej dyskografii posiada utwory inspirowane twórczością m.in. Czajkowskiego, Berga, Strawińskiego i Mendelssohna.